# Delias knowlei
Delias knowlei is een vlindersoort uit de familie van de Pieridae (witjes), onderfamilie Pierinae.
Delias knowlei werd in 1915 beschreven door Joicey & Noakes.